# DJ Vibe
DJ Vibe, de son vrai nom António Pereira, est un DJ et producteur portugais de house music. Il est considéré par le DJ Mag comme « sans doute le plus influent des DJ portugais ».

## Biographie
DJ Vibe est né à Lisbonne. Son père tenant un magasin de disques vinyles importés des États-Unis, il commence à s'intéresser à la house et à la techno. Il devient DJ à 15 ans. Il mixe pour la première fois dans une discothèque de Lisbonne à l’âge de 20 ans. Il commence à mixer aux côtés de Paul Oakenfold, Roger Sanchez, ou encore Danny Tenaglia. À la fin des années 1990, DJ Vibe crée son propre label discographique, Kaos Records.
Il rencontre Rui da Silva, autre DJ portugais de house avec qui il forme en 1993 le groupe Underground Sound of Lisbon qui se fait connaître à l'été 1994 grâce au hit tribal house So Get Up, avec lequel il atteint la première place du magazine américain Billboard. Depuis, DJ Vibe réussit à s'exporter hors de son pays pour aller mixer dans des discothèques du monde entier, Londres (Ministry of Sound), Ibiza (Pacha), New York (Vinyl), Madrid (Deep) entre autres et a eu aussi l'occasion de mixer pour la Love Parade de Berlin.
En 2010, il ouvre son club Industria au Portugal. Cette même année, il se classe 84e du Top 100 DJ Mag. En 2024, il sort son premier album studio solo, Frequências.

## Discographie

### Album studio
- 2024 : Frequência

### Singles
- 1994 : Unreleased Project (avec Tó Ricciardi)
- 1999 : Meco EP (comme Meco)
- 2000 : The Driver (comme Meco)
- 2003 : Solid Textures (avec Pete Tha Zouk)
- 2004 : I'll Take You (avec Franklin Fuentes)
- 2005 : Re-Evolution (avec Sonic Hunters et Tó Ricciardi)
- 2006 : Mosquito Pollen/El Ayoun (comme Casa Grande)
- 2007 : Tranzient/Da Muzik, avec Victor Calderone)
- 2007 : You (avec Ithaka)
- 2008 : Amtrak (avec DJ Chus et The Conductors)